# 宮の橋

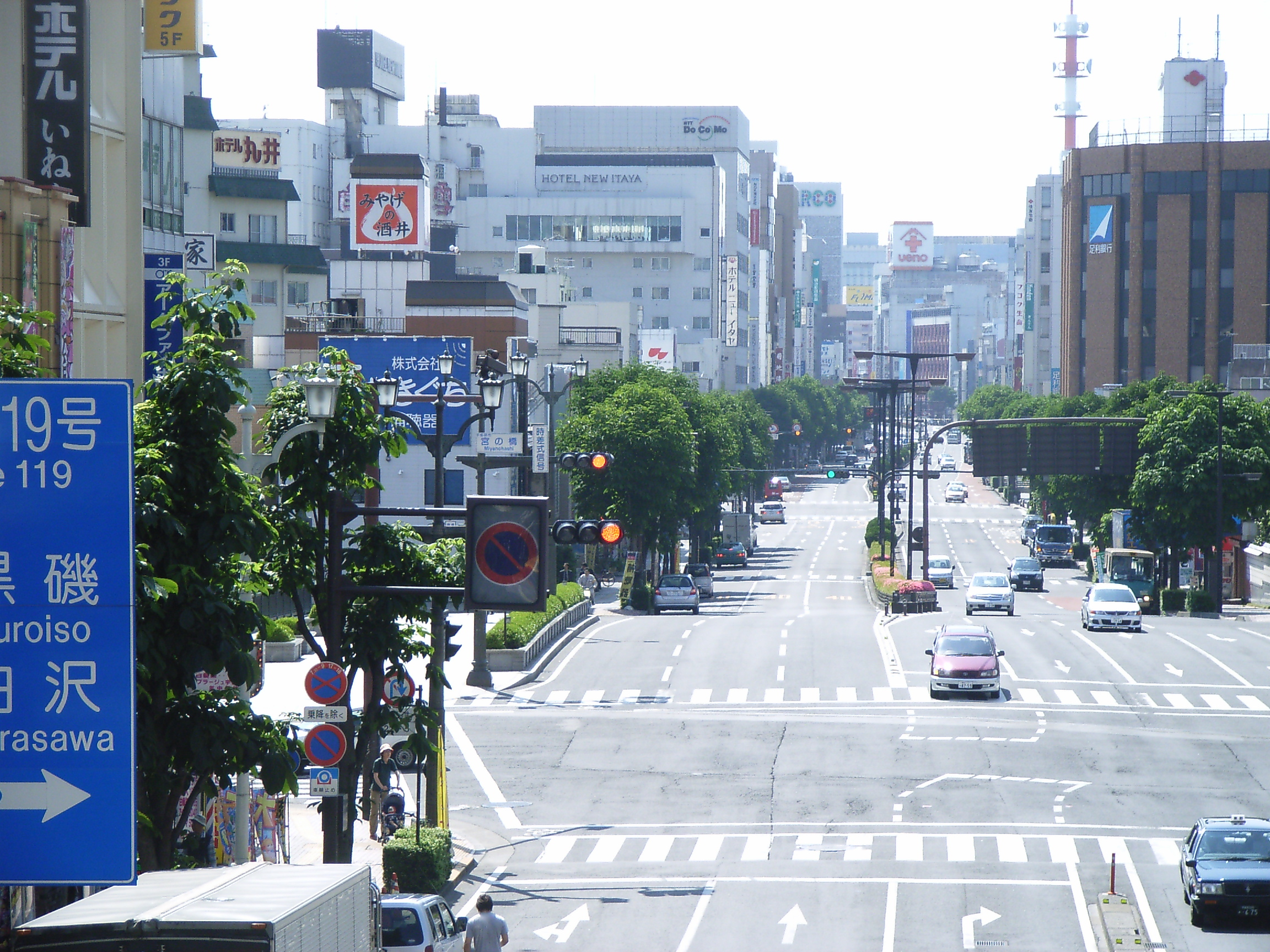
宇都宮駅西口から見る宮の橋（2005年6月）

宮の橋（みやのはし）は、栃木県宇都宮市の田川にかかる橋。JR宇都宮駅の西にあり、宇都宮のシンボルとして親しまれてきた橋である。

## 概要
宮の橋は宇都宮駅の西側に所在する田川にかかる橋梁である。宇都宮市のメインストリートである大通り：栃木県道1号宇都宮笠間線を通し、西岸は大通り3・4丁目、東岸は駅前通り1・2・3丁目を分かつ。
明治時代に宇都宮駅から市街地に行くためには隣の幸橋か押切橋を使う必要があり不便だったことから建設された。最初に架橋されたのは1886年（明治19年）のことで、当時は木橋であった。木橋は洪水のたびに流されるので、1909年（明治42年）頃に、欄干を鉄製にした橋に架け替えられた。
現在は駅前の目立つ場所にある事から宇都宮市民に有名で、待ち合わせ場所としても利用されている。宇都宮駅と宇都宮市街を結んでいるため通行量が多く、橋のたもとには宇都宮市で採れる大谷石で造られた公衆トイレが設置されている。
宮の橋は景観スポットとしても親しまれており、宇都宮市保健センターから見た宮の橋は宇都宮市によりうつのみや百景に制定されている。また、橋からは田川のしだれ桜が見えるため桜の名所としても知られている。
42mと橋の幅が広いのは22mの道路の両側に10mの広い歩道があるからである。歩道には親柱やベンチなどがある。
また宮の橋は、映画「茄子 スーツケースの渡り鳥」やドラマ「Mother」などの舞台に採用されたことから、聖地巡礼として訪れる観光客も多い。

## 名称
宮の橋という名称は宇都宮の宮が由来であり、地元の人々からは略して宮橋とも呼ばれている。
本橋は宇都宮市の中心部にあり知名度が高いためしばしばバス停や店舗名などの施設名に使用されている。例として以下のようなものが挙げられる。
- 宮の橋交差点 - 宮の橋の東側にある交差点[9]。
- 宮の橋商店街 - 宮の橋から上河原交差点までの約200mの間に位置する商店街[10]。
- 宮の橋バス停留所 - 宮の橋の西にあるバス停[11]。
- 宮の橋北バス停留所 - 宮の橋の北にあるバス停[12]。
- 宮の橋南バス停留所 - 宮の橋の南にあるバス停[13]。

## 歴史

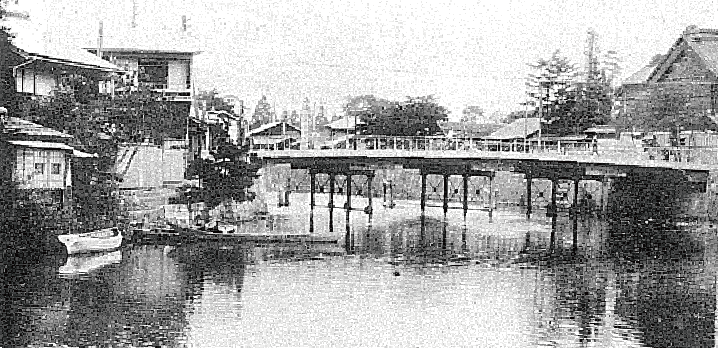
明治時代末期の宮の橋

- 1886年（明治19年） - 宇都宮駅と市街中心部を結ぶため全長30m、幅15mの木橋が架けられる[1][14]。
- 1909年（明治42年）ごろ - 水害による被害が度重なったために鉄材を用いた橋に建て替えられる。
- 1957年（昭和32年） - 全長49m[14]のプレストレスト・コンクリート橋に改められる[15]。完成に4年を要した[15]。
- 1992年（平成4年） - 交通量の増加により現在の50.1mの橋が着工[1][14]。
- 1995年（平成7年） - 竣工[1][14][15]。

## 交通
- 道路:大通りで宇都宮駅から車でおよそ2分、徒歩およそ5分。
- バス:周辺には宮の橋北、宮の橋南、宮の橋バス停が所在する[16]。
- LRT:宇都宮ライトレールを通す計画がある[17]。

## 周辺
- 宇都宮駅
  - 餃子像
  - パセオ
- トナリエ宇都宮
- 宝蔵寺（およりの鐘）
- 清厳寺
- 善願寺
- 旧篠原家住宅

## 隣の橋
- 田川

東橋 - 幸橋 - 宮の橋 - 押切橋 - 洗橋